# Unión de Estudiantes Secundarios
La Unión de Estudiantes Secundarios o Unión Estudiantil Secundaria (UES) es una organización política argentina de estudiantes secundarios creada en 1953 por Armando Méndez San Martín, que en ese momento era ministro de Educación en el gobierno del presidente de la República Argentina Juan Domingo Perón. Tras la instalación en el poder mediante un golpe de Estado en 1955, la dictadura autodenominada Revolución Libertadora intervino la UES: sus instalaciones fueron expropiadas y su actividad prohibida. En 1973 se volvió a crear una organización de estudiantes secundarios con el mismo nombre, perteneciente al peronismo revolucionario o Tendencia Revolucionaria del peronismo.

## Historia

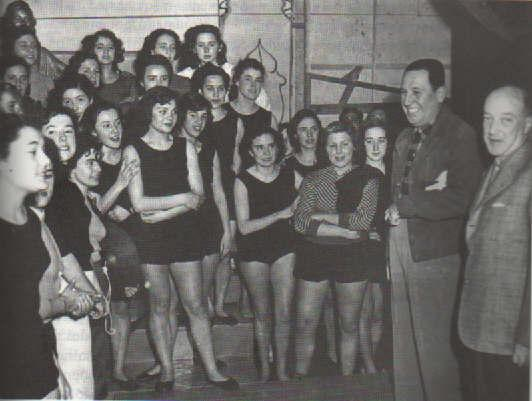
Perón con estudiantes de la UES.

La Unión de Estudiantes Secundarios (UES) fue creada en 1953 por el gobierno de Juan Domingo Perón. A través de actividades recreativas y deportivas, la UES agrupaba a estudiantes de todo el país.
El Ministro Méndez San Martín proyectó que la organización tuviera dos ramas, una femenina y otra masculina, a semejanza de lo que ocurría en el Partido Peronista, en tanto otras organizaciones políticas juveniles de la época como la Federación de Estudiantes Secundarios mayoritariamente radical, la Unión Nacionalista de Estudiantes Secundarios o la Federación Juvenil Comunista no tenían separación por género.
El estatuto de la UES establecía que sus fines eran  los de “inculcar el concepto de responsabilidad y respeto mutuo dentro de la doctrina justicialista” y “La Unión de Estudiantes Secundarios no sustenta diferencias de razas ni de religiones como así tampoco posición política de ninguna clase.”

## Sedes
La organización tenía dos sedes deportivas, una de ellas en un predio ya existente y otra en lo que luego sería el Centro Nacional de Alto Rendimiento Deportivo actual. Durante la segunda presidencia de Perón, parte de las instalaciones de la Quinta de Olivos fueron cedidas para el funcionamiento de la Unión de estudiantes Secundarios (UES). Para tal fin, se reformó un salón para instalar un cine, se construyó un teatro griego, un pabellón para garage, un taller de motonetas, y se realizó un túnel para acceder al sector de actividades náuticas, donde actualmente se encuentra el Centro Naval.
La rama femenina funcionaba además en el edificio de la calle Suipacha 1034, en la cual había incluso dormitorios para las estudiantes que venían del interior del país y se acondicionó un sector de la residencia de Olivos para que practicaran deportes. La rama masculina disponía de las instalaciones en la calle Republiquetas 1050, actualmente llamada Miguel B. Sánchez 1050, en el barrio porteño de Núñez. En 1954 sufrió un atentado que daño parte de sus instalaciones en Nuñez, donde estaría implicado el dirigente de extracción radical David Michel Torino. Tras el Golpe de Estado que derrocó a Juan Domingo Perón la UES fue disuelta por la dictadura de la Revolución Libertadora.

## Resurgimiento
El acto fundacional de la nueva UES se lleva a cabo el 18 de abril de 1973, en el salón de actos del Sindicato del Calzado, con la presencia como oradores de Cristian Caretti, Rodolfo Galimberti y Juan Manuel Abal Medina. El 16 de septiembre de 1976, 10 estudiantes secundarios de la Escuela Normal N.º 3 de la Plata, son secuestrados tras participar en una campaña por el boleto estudiantil. Todos tenían entre 16 y 19 años. El operativo fue realizado por el Batallón 601 del servicio de Inteligencia del ejército y la Policía de la Provincia de Buenos Aires, dirigida en ese entonces por el general Ramón Camps, este hecho es recordado como La noche de los lápices.

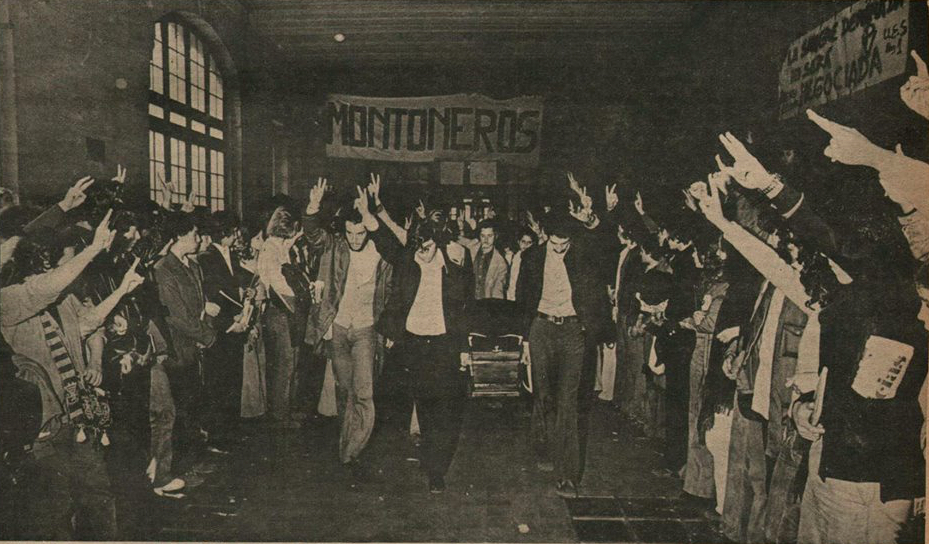
Velatorio de Eduardo Beckerman en el claustro central del Colegio Nacional de Buenos Aires

Dentro del proceso de movilización política de los años 1970, se intensifica la militancia peronista en los colegios secundarios. Varias agrupaciones empiezan a tomar contacto entre sí, en Capital Federal y Gran Buenos Aires. Las principales fueron el MAS (Movimiento de Acción Secundaria) con base en el Colegio Nacional Buenos Aires y ligada las Fuerzas Armadas Revolucionarias (FAR); FANDEP, agrupación universitaria que controlaba a un núcleo de militantes en la Escuela Superior de Comercio Carlos Pellegrini; y un grupo en el Colegio Nicolás Avellaneda.
Este primer conglomerado estuvo integrado, entre otros, por Claudio Slemenson y Eduardo Beckerman -desaparecido y asesinado respectivamente durante el gobierno de Isabel Perón- [cita requerida](Colegio Nacional de Buenos Aires);  Durante la década de 1960 se fundan la Juventud Peronista Juan José Valle, Juventud Peronista  Centro, Juventud de Perón, juventud Obrero Estudiantil de Palermo, y las JP de los barrios donde destacan JP de Avellaneda, JP de San Martín, la mesa de enlace de JP La Plata, Berisso, Ensenada, vinculadas a la "resistencia peronista". Durante la dictadura de 1976-1983 varios de sus estudiantes fueron desaparecidos.

## Ruptura
Inmediatamente después se produce una importante ruptura que llevó a la creación de la UES Lealtad que, en conjunto con otras ramas de militancia universitarias y barriales, cuestionaron la impronta de enfrentamiento de Montoneros con Perón, en particular después del asesinato del titular de la CGT, José Ignacio Rucci. Esa ruptura estuvo encabezada por Mario Moldovan, entonces miembro de la conducción nacional de la UES y máximo dirigente de la Regional I.

## La Noche de los Lápices
Ya durante la dictadura militar centenares de estudiantes secundarios fueron víctimas directas de la represión. Las víctimas fueron en su mayoría estudiantes de la UES (Unión de Estudiantes Secundarios), rama estudiantil del peronismo revolucionario, de la ciudad de La Plata. Esta agrupación, junto a otras escuelas, habían reclamado en 1975, ante el Ministerio de Obras Públicas, el otorgamiento del boleto de autobús con descuento estudiantil. Diez estudiantes secundarios fueron secuestrados y hechos desaparecer durante la noche del 16 de septiembre de 1976 y días posteriores en la ciudad de La Plata. El operativo fue realizado por el Batallón 601 del Servicio de Inteligencia del Ejército y por la policía de la provincia de Buenos Aires, dirigida en ese entonces por el general Ramón Camps.
El caso tomó notoriedad pública en 1985, luego del testimonio de Pablo Díaz, uno de los sobrevivientes, en el Juicio a las Juntas. Además Díaz participó de la creación del guion que llevó la historia al cine en 1986, en el filme homónimo. Cuatro de los estudiantes secuestrados sobrevivieron a las posteriores torturas y traslados impuestos por la dictadura. En la actualidad, la UES La Plata sigue funcionando como coordinadora de centros de estudiantes, siendo uno de los principales núcleos donde los estudiantes de esa ciudad se reúnen a debatir y a llevar adelante políticas en defensa de la educación pública.